# 国际志愿者日

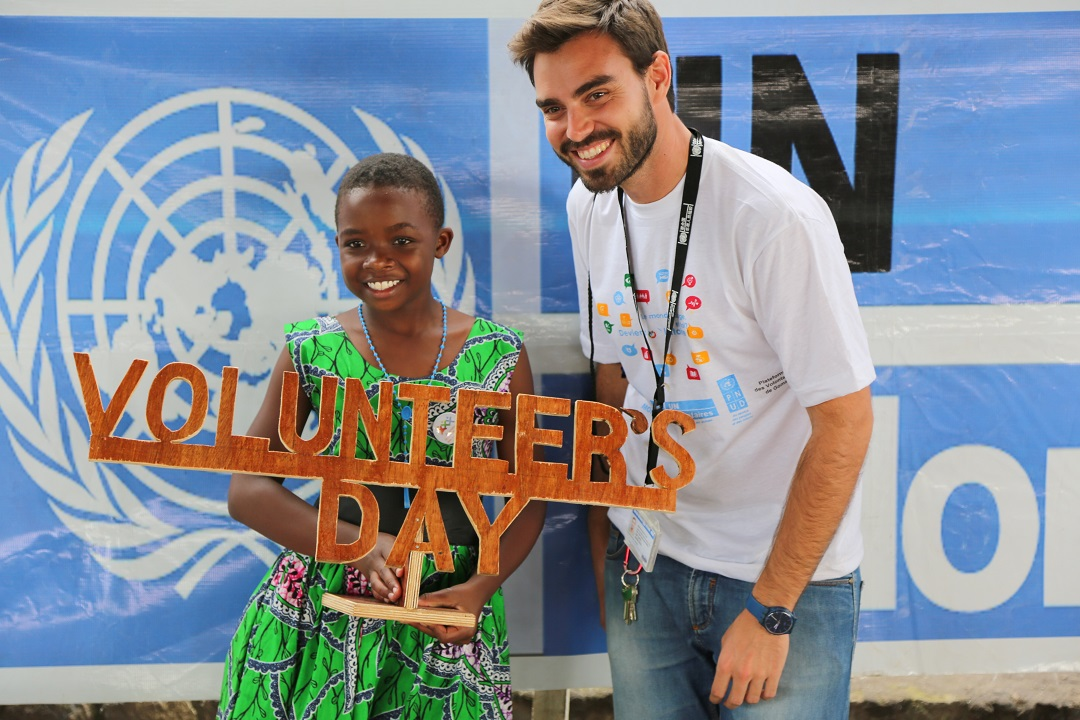
一名剛果女學生向聯合國志願者頒贈國際志願者日的紀念雕塑

国际志愿者日為每年的12月5日，它是由联合国大会在1985年12月17日通过的A/RES/40/212决议上确定的。国际志愿者日给志愿组织和独立志愿者提供了一个机会，一起参加宣传他们在经济和社会发展方面贡献的项目和活动的机会，有小范围的国家的，也有国际的活动。结合了联合国的基层任务的支持，国际志愿者日给政府机构、非营利组织，社会团体、个人和志愿者组织一个共同活动达到共同目标的机会。